# Liste des ducs de Longueville
Le comté puis duché de Longueville tient son nom de la ville de Longueville-sur-Scie, actuellement dans le département de Seine-Maritime. Il fut donné à Jean bâtard d'Orléans comte de Dunois et vicomte de Châteaudun, fondateur de la Maison d'Orléans-Longueville, mari de Marie d'Harcourt (héritière des vicomté de Melun, comté de Tancarville, seigneurie de Varenguebec, charges de chambellan et connétable de Normandie, seigneurie de Montreuil-Bellay, seigneurie de Gournay, comté de Montgomery (St-Germain, Sainte-Foy), vicomté d'Abbeville, baronnie de Parthenay, principauté de Châtelaillon...). Dunois « bâtard d'Orléans » et Marie d'Harcourt sont les parents du comte François Ier, époux d'Agnès de Savoie, père de François II le premier duc et Louis Ier le deuxième duc, qui suivent. Le titre de comte de Dunois est attaché au duché jusqu'à Charles-Paris ci-dessous.
Le duché non successible en ligne féminime s'éteint en 1694.

## Liste des ducs
- François II (1478 - 12 février 1512), comte puis duc (1505) de Longueville, comte de Montgommery, comte de Tancarville, vicomte de Melun. Il épousa en 1505 Françoise d’Alençon dont le frère Charles IV était l'époux de Marguerite d'Angoulême, la sœur de François Ier et la grand-mère maternelle d'Henri IV. Françoise d'Alençon se remaria ensuite avec Charles de Bourbon duc de Vendôme (grands-parents paternel d'Henri IV ; frère de François de Bourbon-Vendôme comte de Saint-Pol et mari de la duchesse Adrienne d’Estouteville ; Charles était donc l'oncle de Marie de Bourbon-St-Pol d’Estouteville, qui viendra comme épouse du duc Léonor de Longueville). Sans postérité survivante.

- Louis Ier (1480 - 1er août 1516), duc de Longueville, comte de Montgomery, prince de Châtelaillon, vicomte d'Abbeville. Frère du précédent. Mari de Jeanne de Bade-Hochberg, arrière-petite-fille de Charles VII, comtesse souveraine de Neuchâtel (Suisse), marquise de Rothelin (Bade) et dame de Noyers. Leur fille Charlotte épousa Philippe, fondateur de la Maison de Savoie-Nemours et arrière-grand-père d'Henri II époux de sa cousine Marie, la dernière des Longueville ci-dessous.

- Claude d'Orléans-Longueville (1508 - 9 novembre 1524), duc de Longueville, comte de Montgommery, de Tancarville, vicomte d'Abbeville, pair de France. Fils du précédent.

- Louis II (5 juin 1510 - 9 juin 1536), duc de Longueville, comte de Montgommery, de Tancarville, vicomte d'Abbeville, pair de France, duc de Dunois. Frère du précédent. Il fut le premier époux de Marie de Guise ensuite reine d'Écosse.

- François III (30 octobre 1535 - 22 septembre 1551) Le Petit Duc, duc de Longueville, comte de Montgommery, comte de Tancarville, vicomte d'Abbeville, comte de Neufchâtel, pair de France. Fils du précédent. Sans postérité.

- Léonor d'Orléans (1540 - 7 août 1573), duc de Longueville, prince de Châtellaillon, marquis de Rothelin, comte de Montgomery et de Tancarville, vicomte d'Abbeville, de Melun, comte-prince de Neuchâtel et de Valangin. Petit-fils de Louis Ier par son père François, marquis de Rothelin et comte de Montgomery (François était le frère cadet du duc Louis II et l'époux de Jacqueline de Rohan-Gié). 
  - Frère de Françoise princesse de Condé, comtesse de Noyers, ancêtre des Bourbons-Soissons : d'où : les Savoie-Carignan ensuite rois d'Italie ; l'arrière-petit-fils de Françoise, Louis-Henri chevalier de Soissons, baron de Bonnétable transmit le titre de comte de Dunois aux d'Albert de Luynes ; et la petite-fille de Françoise : Louise, première femme de son cousin Henri II, fut la mère de Marie qui vient ci-dessous, la dernière des Orléans-Longueville et des princes héréditaires de Neuchâtel.
  - Demi-frère de François d'Orléans-Rothelin, fils naturel de leur père François, qui est à l'origine des marquis de Rothelin et céda le comté de Montgomery à Jacques de Montgommery, de la branche écossaise.
  - Mari de Marie de Bourbon comtesse de St-Pol et duchesse d'Estouteville, dame de Gacé. Alliances de leurs deux filles : 
    - Antoinette de Longueville avec Charles de Gondi-Retz (d'où les Cossé-Brissac, les Neufville de Villeroy, les Boufflers),
    - et Eléonore de Longueville avec Charles de Goyon-Matignon, d'où les Grimaldi princes de Monaco ; et les Colbert de Seignelay suivis par les Montmorency-Piney-Luxembourg ; elle leur transmit les droits sur Gacé, la seigneurie du duché d'Estouteville, Valmont, Gournay, et Tancarville.

- Henri Ier d'Orléans (1568 - 8 avril 1595), duc de Longueville, prince de Châtelaillon, comte de Neufchâtel et de Valangin, pair de France. Fils du précédent, et frère d'Antoinette et Eléonore de Longueville. Époux de Catherine de Gonzague-Nevers dame de Coulommiers.

- Henri II d'Orléans (6 avril 1595 – 11 mai 1663 ; aussi appelé Henri II de Valois-Longueville, de la maison d'Orléans-Longueville), pair de France, duc de Longueville, d'Estouteville et de Coulommiers, prince souverain de Neuchâtel et de Valangin, prince de Châtelaillon, comte de Dunois et St-Pol, gouverneur de Picardie puis de Normandie. Fils du précédent. Époux en premières noces de sa cousine Louise de Bourbon-Soissons ci-dessus, d'où Marie qui suivra. Époux en deuxièmes noces d'Anne-Geneviève de Bourbon-Condé, sœur du Grand Condé et du prince de Conti. Il vend en 1641 la baronnie de Parthenay au maréchal-duc Charles de La Porte de La Meilleraye (d'où le duché de La Meilleraye en 1663), et en 1662 Montreuil-Bellay passe aux Cossé-Brissac.

- Jean Louis Charles d'Orléans-Longueville (12 janvier 1646 - 1694), duc de Longueville, prince de Châtelaillon, de Neufchâtel et de Valangin, duc d'Estouteville, comte de Dunois, pair de France. Fils du précédent et d'Anne-Geneviève de Condé.

- Charles-Paris d'Orléans-Longueville (29 janvier 1649 - 12 juin 1672), duc de Longueville, prince de Châtelaillon, de Neufchâtel et de Valangin, duc d'Estouteville, comte de Dunois et de Saint-Pôl, pair de France. Frère du précédent. Son fils naturel Charles-Louis acheta Graville. Châtelaillon fut cédé en 1596, 1615 et définitivement en 1699 (les acquéreurs, les Green de Saint-Marsault, devinrent marquis de Châtelaillon en 1780).

Marie de Nemours  (1625-juin 1707), demi-sœur des précédents (fille du duc Henri II et de Louise de Bourbon-Soissons ci-dessus), leur succéda aux comté de Saint-Pol, comté de Dunois, comté de Tancarville, duché d'Estouteville, comté souverain-principauté de Neuchâtel et Valangin jusqu'à sa mort sans héritier direct en 1707, mais pas au duché de Longueville, non successible en ligne féminine, et qui s'éteignit donc en 1694. La succession des autres fiefs, sauf St-Pol vendu en 1705 aux Melun d'Epinoy (Louis II et sa mère Elisabeth-Thérèse ; fondus dans les Rohan-Soubise), se partagea entre : 
- les Bourbons-Soissons-Noyers, issus de Françoise, la sœur du duc Léonor, citée plus haut ; d'où les d'Albert de Luynes comtes de Dunois et de Noyers, seigneurs de Coulommiers et barons de Bonnétable,
- et la descendance des deux filles du duc Léonor, aussi évoquées plus haut : notamment, par Eléonore de Longueville, les Goyon-Matignon puis Grimaldi de Monaco, seigneurs du duché d'Estouteville et sires de Gacé ; et les Colbert de Seignelay comtes de Tancarville et sires de Gournay, d'où les Montmorency-Piney-Luxembourg.

Neuchâtel et Valangin, dont la succession fut une affaire internationale, passèrent aux rois de Prusse (Frédéric : cf. Le Musée neuchâtelois, 1957), malgré les prétentions de Conti, et même si les d'Albert de Luynes-comtes de Dunois se décorent du titre de prince de Neuchâtel et Valangin.